# Federação Paranaense de Canoagem
A Federação Paranaense de Canoagem, é entidade que organiza e regulamenta o esporte no país, ligada a Confederação Brasileira de Canoagem CBCa, regulamentando a Canoagem de velocidade, slalon e caiaque-polo. É considerada uma das mais representativas da canoagem nacional, trouxe inclusive o campeonato mundial de Slalon, em Foz do Iguaçu, em 2007.
Devido às vastas regiões hidrográficas do estado, há vários centros de treinamento fortes, os que se destacam são em Foz do Iguaçu, do Rio Paraná, outro celeiro de jovens atletas de Ribeirão Claro, do Rio Paranapanema, e tambem a região do Rio Tibagi, como grande destaques, a canoagem brasileira têm como maiores nomes, em competições internacionais, Sebastian Cuatrin (argentino de nascimento) e Guto Campos.

## Clubes Filiados
- Associação de Desenvolvimento de Esportes Radicais (ADERE) - Foz do Iguaçu
- Associação Ribeirão-Clarense de Canoagem (ARCCA) - Ribeirão Claro
- Associação Tibagiana de Canoagem - (ATICA) Tibagi
- Clube de Natação e Regatas Comandante Santa Ritta - (CRCSR) Paranaguá
- Clube de Regatas Cascavel (CRC) - Cascavel
- Iate Clube de Londrina - Londrina
- Iate Clube Lago de Itaipu  (ICLI) - Foz do Iguaçu
- Panaguas - Paranaguá
- Santa Helena Canoagem Clube (SAHECC) - Santa Helena
- Sociedade Esportiva e Recreativa Entre Rios (SERER) Entre Rios do Oeste